# Johann-Wolfgang-von-Goethe-Schule
Goethe-Gymnasium, Goethegymnasium, Goethe-Oberschule, Goethe-Schule oder Goetheschule ist der Name zahlreicher nach Johann Wolfgang von Goethe benannter Schulen.

## Ausland
- Goethe-Schule Buenos Aires, Deutsche Auslandsschule, Argentinien
- Goethe-Gymnasium Burgas, Bulgarien
- Goetheschule (Bozen), Grundschule, Italien
- HTL Bau und Design Linz, zuvor Goetheschule, Österreich
- GRG 14 Astgasse - Goethegymnasium, Wien, Österreich

## Deutschland

### Baden-Württemberg
- Goethe-Gymnasium Emmendingen
- Goethe-Gymnasium Freiburg
- Goethe-Gymnasium Gaggenau
- Goethe-Gymnasium Karlsruhe
- Goethe-Gymnasium (Ludwigsburg)

### Bayern
- Goethe-Gymnasium Regensburg
- Goethe-Schule Würzburg

### Berlin
- Goethe-Gymnasium (Berlin-Lichterfelde)
- Goethe-Gymnasium (Berlin-Wilmersdorf)

### Brandenburg
- Johann-Wolfgang-von-Goethe-Schule (Eberswalde)
- Grundschule Pritzerbe „Johann Wolfgang von Goethe“ in Havelsee

- Goethe-Schiller-Gymnasium (Jüterbog)
- Goethe-Gymnasium Nauen
- Goethe-Schule Potsdam
- Bertha-von-Suttner-Gymnasium (Potsdam), bis 2014 Goethe-Gesamtschule Potsdam-Babelsberg

### Bremen
- Goetheschule Bremerhaven, Grundschule

### Hamburg
- Goethe-Gymnasium (Hamburg)
- Goethe-Schule Harburg, Stadtteilschule in Hamburg

### Hessen
- Goethe-Gymnasium (Bensheim)
- Goetheschule (Darmstadt), Grundschule
- Goethe-Gymnasium (Frankfurt am Main)
- Goethe-Gymnasium Kassel
- Johann-Wolfgang-von-Goethe-Schule (Limburg), Haupt- und Realschule
- Goetheschule Neu-Isenburg, Gymnasium
- Goetheschule (Offenbach am Main), Grundschule
- Goetheschule Wetzlar, Gymnasium

### Mecklenburg-Vorpommern
- Goethe-Gymnasium Demmin
- Goethe-Gymnasium Ludwigslust
- Goethe-Gymnasium Schwerin

### Niedersachsen
- Goetheschule Einbeck, Gymnasium
- Goethegymnasium (Hannover)
- Goetheschule (Hannover), Gymnasium
- Goethegymnasium Hildesheim
- Goethe-Gymnasium Ibbenbüren

### Nordrhein-Westfalen
- Goethe-Schule (Bochum), Gymnasium
- Goethe-Gymnasium (Dortmund)
- Goethe-Gymnasium (Düsseldorf)
- Goetheschule Essen, Gymnasium
- Goethe-Gymnasium Stolberg

### Rheinland-Pfalz
- Goethe-Gymnasium Bad Ems
- Goethe-Gymnasium Germersheim
- Integrierte Gesamtschule Goetheschule, Kaiserslautern
- Goethe-Schule Mainz

### Sachsen
- Goethe-Gymnasium Auerbach
- Goethe-Gymnasium Bischofswerda
- Johann-Wolfgang-von-Goethe-Gymnasium (Chemnitz)
- Goethe-Gymnasium Leipzig
- Goethe-Gymnasium Sebnitz

### Sachsen-Anhalt
- Gemeinschafts- und Ganztagssekundarschule Johann Wolfgang von Goethe in Magdeburg
- Goethegymnasium Weißenfels

### Schleswig-Holstein
- Goethe-Schule Flensburg, Gymnasium

### Thüringen
- Edith-Stein-Schule Erfurt, von 1939 bis 1991 Goetheschule
- Rutheneum seit 1608 in Gera (1989–2021 Goethe-Gymnasium)
- Goetheschule (Greiz), Grundschule
- Goetheschule Ilmenau, Gymnasium
- Goetheschule Königsee, Grundschule
- Klosterschule Roßleben, Gymnasium, 1949-1991 Goetheschule
- Goethegymnasium Weimar